# Amber Davies
Amber Davies (Denbighshire, 4 ottobre 1996) è un'attrice e conduttrice televisiva britannica.

## Biografia
Davies è nata il 4 ottobre 1996 a Denbighshire, nel Galles, da Hefin e Susan Davies. Ha una sorella maggiore, Jade Davies che è un'attrice di teatro musicale. Davies ha studiato alla Ysgol Twm o'r Nant, che è una scuola elementare aconfessionale nella sua città natale. Nel 2017, Davies ha vinto la terza stagione di Love Island, insieme a Kem Cetinay.

## Televisione
- Love Island (2017; ITV2)[3]
- Good Morning Britain (2017; ITV2)[4]
- When Reality TV Goes Horribly Wrong (2017; Channel 5)[5]
- And They're Off! (2018; BBC One)[6]
- Ghost Hunt (2018; TVNZ 2)[7]
- CelebAbility (2018; ITV)[8]
- Pointless Celebrities (2018; BBC One)[9]
- All Together Now (2018; BBC One)[10]
- The One Show (2019; BBC One)[11]
- Amber & Dolly: 9 to 5 (2019; ITV)[12]
- This Morning (2019; ITV)[13]
- Hey Tracey! (2019; ITV)[14]
- I'm a Celebrity: Extra Camp (2019; ITV)[15]
- Lorraine (2019; ITV)[16]
- Jess in Almost Never (2021; ITV)